# آی‌زد دلو
آی‌زد دلو یک ستاره است که در صورت فلکی دلو قرار دارد.